# Gonçalo Velho Cabral
Gonçalo Velho Cabral (ok. 1400 – ok. 1460) je bil portugalski menih in poveljnik vojaškega Kristusovega reda, raziskovalec (zaslužen za odkritje otoka Formigas, ponovno odkritje otokov Santa Maria in São Miguel na Azorih) in dedni posestnik, odgovoren za upravljanje kronskih zemljišč na istih otokih v času portugalske dobe velikih odkritij.

## Življenjepis

### Zgodnje življenje
Bil je sin Fernãa Velha, lorda in Alcaida iz Velede, in njegove žene Marie Álvares Cabral (pra-teta Pedra Álvaresa Cabrala). Njegovi bratje in sestre Álvaro Velho Cabral, Teresa Velho Cabral, žena Fernão Soares de Albergaria, in Violante Velho Cabral, žena Dioga Gonçalvesa de Travassosa, so prav tako s svojimi družinami ustanovili naselbine na Azorih. Čeprav se v večini sodobnih biografij omenja kot Gonçalo Velho Cabral, se v zgodovinskih dokumentih na splošno imenuje Gonçalo Velho.

### Raziskovalec
Leta 1431 je bil Gonçalo Velho v Vili de Tancos ob reki Tajo, ko je prejel poziv od princa Henrika, guvernerja Kristusovega reda, ki mu je ukazal, naj odpluje iz Sagresa s karavelo, z navodili, naj pluje do zahodnega morja in naj »odkrije nekaj zemlje, [in] se vrne z obvestilom«. To prvo potovanje je bilo opravljeno z namenom določitve lokacije 'otokov', ki jih je leta 1427 prvi odkril portugalski pilot Diogo de Silves. Čeprav je znani kronist Gaspar Frutuoso odkritje sedmih otokov Azorov pripisal Gonçalu Velhu Cabralu, sodobni zgodovinarji ta zapis izpodbijajo in njegova odkritja omejujejo zgolj na vzhodne otoke. Leta 1431 je Gonçalo Velho, po manj kot nekaj dneh potovanja, odkril raztresene skalne izdanke, ki jih je pregledal in so jih kasneje poimenovali Formigas. Hitro se je vrnil v Sagres, verjetno zaradi slabega vremena.
Naslednje leto, med vladavino svojega brata (kralja D. Duarteja), je princ Henrik ustanovil navtično šolo v provincialni vasi Sagres. Gonçalo Velho Cabral je bil eden od mornarjev in menihov, ki so bili pobožni do Device Marije in so delovali za infanta. Po njegovem ukazu so Cabrala ponovno poslali preiskat ocean in odkriti nova ozemlja za portugalsko krono, pri čemer je obljubil, da bo prvi otok poimenoval po Devici. Gonçalo Velho Cabral je na morju več dni pregledoval zemljevide in pomorske karte ter beležil tokove in smer vetra, več noči pa je skozi nevihte in viharje iskal te mitološke dežele, ki so jih Grki odkrili zunaj Herkulovih stebrov. Končno so zjutraj 15. avgusta (na praznik Marijinega vnebovzetja), domnevno mirnega, toplega in jasnega dne, mornarji lahko videli na velike razdalje. V daljavi pa je častnik v Vranovem gnezdu na obzorju zagledal oblačno podobo, ki je postopoma naraščala in se temnila ter dobivala značilno obliko. Ko je mornar to nedvomno ugotovil, je posadki zavpil: Terra à vista! (Kopno na vidiku!). Kot je bilo v navadi, sta Gonçalo Velho Cabral in njegova posadka dan začela z jutranjo mašo, blagoslovi in molitvijo Bogu in Devici Mariji, da bi jim pomagala na poti in ju prosila za pomoč pri iskanju kopnega. Legenda pravi, da je posadka, ko je mornar zavpil o svojem odkritju, molila Ave Maria in ravno izgovarjala Santa Maria, ko se je zaslišal krik. Poveljnik je to imel za čudež in se je spomnil obljube, ki jo je dal, otok poimenoval Santa Maria.

### Donatar-kapitan
S svojo posadko se je izkrcal na majhni plaži v severozahodnem delu otoka, ki jo je poimenoval Lobos (kasneje znana kot Ponte dos Cabestrantes) zaradi prisotnosti številnih uhatih tjulnjev (iz portugalščine lobos-marinhos). Kapitan je, kot je bilo obvezno, ukazal izpustitev črednih živali na otok za prihodnjo kolonizacijo, kar so kasneje ponovili na zaporednih potovanjih po otokih arhipelaga. Njegova skupina je obkrožila in raziskovala otok, preučevala gozdnato notranjost, preden se je končno vrnila na celinsko Portugalsko. Cabral je s seboj pripeljal različne posode z zemljo in vodo, da bi jih dal infanteju, vključno s primerki iz gozdov, ki jih v Evropi niso poznali.
Infante je ta 'darila' prejel leta 1432 in takoj ukazal, naj na otok pošljejo črede, medtem ko je on organiziral načrt. Za svoje odkritje je Gonçalo Velho prejel dedni fevd (portugalsko capitania) otoka Santa Maria. Leta 1432 je infante Henrik, ko je prejel obvestilo o mističnem otoku severno od Santa Marie, poslal ukaz Gonçalu Velhu, naj razišče vode in sporoči morebitno odkritje. 3. aprila 1443 je kralj Alfonz V. Portugalski na prošnjo Henrika Pomorščaka Gonçalu Velhu podelil naziv poveljnika Azorskih otokov. Cabral je organiziral naselbino predvsem družinskih sorodnikov, ki so na otok Santa Maria prispeli poleti 1435. Med Henrikovim srečanjem z Velhom Cabralom je bilo obvestilo o odkritju severno od Santa Marie posredovano princu.
Po vrnitvi sta Gonçalo Velho in njegova posadka pristala v pristanišču Praia dos Lobos na Santa Marii, preden sta se vkrcala; Cabral in njegovi algarvejski mornarji so 8. maja 1444 končno odkrili velik otok. Na tej prvi odpravi se je posadka ustavila na majhnem otočku (danes blizu Vila Franca do Campo) in velik otok poimenovala v čast prikazni nadangela Mihaela (ali São Miguel). V drugi odpravi je kapitan raziskal severno obalo otoka, preden je pristal na ustju velike soteske v jugovzhodnem kotu otoka, ki so jo naseljenci sčasoma poimenovali Povoação Velha (staro naselje). Tako kot pri Santa Marii je na otok naselil čredo živali in na Portugalsko poslal veje dreves, golobe, škatlo zemlje in druge znake nove dežele. Naselitev Santa Marie in São Miguela se je začela resno, Gonçalo Velho pa je postal donator-kapitan obeh otokov (Santa Maria je bila naseljena leta 1439, kolonisti pa so na São Miguel začeli prihajati leta 1444). V tem obdobju je ukazal požiganje/čiščenje zemljišč in podaril obsežna zemljišča družinskim članom in zvestim služabnikom, ki so začeli gojiti pšenico, vzrejati čebele in saditi vinsko trto s Krete. Hkrati je infante Henrik ukazal mavrskim ljudem (portugalsko mouriscos de África) s Cabralom, naj nemudoma naselijo novoodkrita ozemlja São Miguela, ker so odkrili znake poskusa prejšnje naselitve otoka. Leta 1445 se je Cabral vrnil v vode São Miguela s plemiči in naseljenci (s seboj je prinesel črede živali, ptice, pšenico in zelenjavo), da bi naselil otok. Ko je prispela v obdobju potresne aktivnosti, je njegova posadka, ko se je približala pristanišču, odkrila plavajoče plovce in drevesna debla. Ko so 29. septembra pristali na kopnem, so naleteli na mavrske naseljence, ki so sčasoma 'izginili' (vendar so se verjetno pomešali z nastalim prebivalstvom).

### Kasnejše življenje
Pod njegovo upravo sta São Miguel in Santa Maria ostala ena sama kapitanija do leta 1474, ko je Velho Cabral prodal São Miguela Ruiju Gonçalvesu da Câmari. Nasledil ga je edini otrok njegove sestre Terese, João Soares, po poklicu zdravnik. Gonçalo Velho Cabral kot drugi donatorski kapitan Santa Marie in São Miguela; João Soares je bil dvakrat poročen: z Brites Godins (um. 1474), s katero nista imela naslednikov, in pozneje z Branco de Sousa Falcão (hči João de Sousa Falcão, lord de Figueiredo in lord Manor de Fataúnços), katere sin je podedoval kot kapitan Santa Maria.